# 10301 Kataoka
10301 Kataoka eller 1989 FH är en asteroid i huvudbältet som upptäcktes den 30 mars 1989 av de båda japanska astronomerna Kazuro Watanabe och Kin Endate vid Kitami-observatoriet. Den är uppkallad efter amatörastronomen Yoshiko Kataoka.
Asteroiden har en diameter på ungefär 3 kilometer.